# Network Device Interface
Network Device Interface (zkratka NDI, česky „Rozhraní síťového zařízení“) je bezplatný softwarový standard zveřejněný společností NewTek v roce 2015, který umožňuje systémům, zařízením a aplikacím připojit se a komunikovat přes IP za účelem sdílení videa, zvuku a dat s minimální latencí. Nový protokol podporuje jakékoliv video zařízení připojené k síti, například videopřepínače, grafické stanice, karty pro digitalizaci atd.
První verze protokolu byla veřejně k dispozici v dubnu roku 2016. V roce 2017 byla vydána třetí verze protokolu, která přidává podporu vysílání pomocí technologie multicast, vysoce účinný režim NDI-HX a další nové funkce. Developeři nezůstávají na místě a pokračují ve zlepšování svého produktu i dnes (aktuální verze je 4.6).

## Technologie
NDI nemá za cíl nahradit SMPTE 2022, ASPEN, VSF TR-03, ale naopak rozšiřuje možnosti a oblasti použití těchto standardů, čímž významně podporuje rozvoj IP technologií.

### Šířka pásma sítě
NDI je obousměrný standard, který funguje v lokální síti Gigabit Ethernet a umožňuje uživatelům přechod do streamingu přes IP bez dodatečných investic do drahého vybavení. Gigabit (1000 Mb/s) sítě jsou zásadní v produkčních postupech. Typický stream NDI skládající se z videa v rozlišení 1080i poskytuje datovou rychlost až 100 Mb/s na stream. Tento efektivní stream je navržen tak, aby měl velmi nízkou latenci a umožňuje skládání více streamů dohromady v jedné gigabitové síti.
| Formát videa | Maximální šířka pásma |
| ------------ | --------------------- |
| 480i59.94    | 20Mbps                |
| 720p59.94    | 90Mbps                |
| 1080i59.94   | 100Mbps               |
| 1080p59.94   | 150Mbps               |
| 2160p29.97   | 250Mbps               |
| 2160p59.94   | 400Mbps               |

Protokol NDI lze implementovat do více než 100 000 systémů, které se již dnes používají v televizním průmyslu a na trhu výrobních zařízení, co ho odlišuje od ostatních metod přenosu videa přes IP na současném trhu. NDI se integruje do softwarových aplikací a nástrojů vytvořených developery nebo uživateli bez extra nákladů.

#### Komprese
NDI používá kompresi, aby umožnil přenos velkého počtu video streamů přes existující infrastrukturu (přesněji řečeno, diskrétní kosinovou transformaci (discrete cosine transform (DCT)), která převádí video signály na základní frekvenční komponenty. NDI je první kodek, který poskytuje multigenerační stabilitu. To znamená, že jakmile je videosignál zkomprimován, žádná další ztráta se nevyskytne. 
Jedno jádro procesoru Intel i7 je schopné zpracovávat stream NDI s rozlišením 1920 × 1080 rychlostí až 250 snímků za sekundu.

### Formáty
NDI podporuje všechna rozlišení; rozlišení a snímková frekvence jsou však určeny schopnostmi koncových zařízení. U nejběžnější realizace se očekává použití 8bitového videa UYVY a RGBA. Avšak je k dispozici podpora pro 10bitové a 16bitové video.

## Rozdíl mezi SDI a NDI
SDI (Serial Digital Interface) je technologie, která existuje již desítky let a umožňuje odesílat nekomprimované video na velké vzdálenosti. Toto rozhraní se používá pro streamování TV od 90. let a je přenášeno koaxiálním kabelem. Jeden konec kabelu SDI je připojen k druhému.
NDI je novější technologie, která využívá nejnovější metody komprese videa pro odesílání a přijímání vysoce kvalitního videa přes standardní počítačové sítě. Zdroj videa z kamery SDI lze převést na stream NDI a odeslat přes síť bez použití kabelu. Avšak pokud uživatel chce, NDI video lze také převést na SDI a pomocí kabelu zapojit do monitoru.